# Cianur de mercuri(I)
El cianur de mercuri(I), és un compost de coordinació de carboni, nitrogen amb mercuri. És una pols blanca inodora tòxica amb un gust metàl·lic amargant. Té un punt de fusió de 320 °C, eal allibera fums tòxics de mercuri. És molt soluble en solvents polars com l'aigua i insoluble en benzè i altres solvents hidròfobs. Ràpidament es descompon en àcid i dona cianur d'hidrogen. La seva reacció vigorosa amb agents oxidants; fusió amb clorats, perclorats, nitrats o nitrits metàl·lics pot causar una explosió violenta.

## Síntesi
El cianur de mercuri es pot preparar mesclant òxid de mercuri amb cianur d'hidrogen,
HgO + 2 HCN → Hg(CN)₂ + H₂O
El Hg(CN)₂ també es pot preparar mesclant HgO i pols de Blau de Prússia. També fent reaccionar sulfat de mercuri amb ferrocccianur de potassi en l'aigua:
K₄Fe(CN)₆ + 3 HgSO₄ → 3 Hg(CN)₂ + 2 K₂SO₄ + FeSO₄
Un altre sistema és a través de la dismutació de derivats de mercury(I) 
Hg₂(NO₃)₂ + 2 KCN → Hg + Hg(CN)₂ + 2 KNO₃

## Toxicologia
El cianur de mercuri(II) és un dels verins més tòxics coneguts. És tòxic pel mercuri i pel cianur.
Per l'alta solubilitat del cianur de mercuri en l'aigua, es pot absorbir per la pell o per inhalació i causar la mort. A través de l'absorció es metabolitza ràpidament provocant els símptomes d'enverinament. És molt perillós pel medi ambient.